# Les Photos d'Alix
Pour plus de détails, voir Fiche technique et Distribution.
Les Photos d'Alix est un court métrage français réalisé par Jean Eustache, sorti en 1981.

## Synopsis
Alix Cléo Roubaud commente quelques-unes de ses photographies aux côtés de Boris Eustache, fils du réalisateur. Un trouble se développe, insensiblement, au fil du montage.

## Fiche technique
- Titre : Les Photos d'Alix
- Réalisation : Jean Eustache
- Photographie : Robert Alazraki et Caroline Champetier
- Son : Bruno Charier
- Production : O.C.C. - Mediane Film
- Pays de production :  France
- Durée : 19 minutes
- Date de sortie : 1981

## Distribution
- Alix Cléo Roubaud
- Boris Eustache

## Distinctions
- 1982 : César du meilleur court métrage de fiction